# Ибрагим-хан (субадар Бенгалии)
Ибрагим-хан (? — 1701) — могольский государственный деятель, субадар Бенгалии (1689—1697) в правление могольского императора Аурангзеба. Его сын Вазир Ибрагим-хан (1654—1713) занимал пост дивана при императоре Джахандар-шахе. Он был убит по приказу Фарук Сийяра.

## Ранняя жизнь
Старший сын Али Мардан-хана Зига. Али Мардан был дворянином персидского происхождения. После смерти отца Ибрагим-хан получил мансаб в 4000. Во время войны за наследство между сыновьями Шах-Джахана Ибрагим-хан перешел на сторону наследного принца Дары Шукоха и сражался за него в битве при Самугаре. После разгрома Дары Шукоха он перешел на службу к принцу Мураду Бахшу, а затем оказался на службе третьего брата, принца Аурангзеба. До своего губернаторства в Бенгалии Ибрагим-хан занимал пост субадара (наместника) Кашмира, Лахора и Бихара. У него был сын Зарбадаст-хан. Его мансаб был поднят до 5000. В 1676 году он подал прошение об отставке со своего мансаба.
В 1679 году Ибрагим-хан был вторично назначен субадаром Кашмира. При помощи своего сына Фидай-хана он подчинил Тибет в 1683 году, за что был награжден императором Аурангзебом.

## Правление в Бенгалии
Во время правления Ибрагим-хана в Бенгалии английским и французским торговцам было предоставлено несколько ферманов для продолжения торговли в Бенгалии. В течение 1695—1696 годов ему не удалось подавить восстание чандракона заминдара Шобха Сингха. Позже, в 1697 году, Ибрагим-хан был заменен принцем Азим уш-Шаном, внуком императора Аурангзеба.